# كوكو عين الجاج
كوكو عين الجاج قرية سورية تتبع ناحية كفر تخاريم في منطقة حارم في محافظة إدلب. بلغ عدد سكانها 637 نسمة في عام 2004 حسب إحصاء المكتب المركزي للإحصاء.